# Onur Özer
Onur Özer (né en 1980 à Istanbul) est un producteur et disc jockey turc de techno. Il réside à Berlin, en Allemagne.

## Biographie
Depuis 2005, Özer joue régulièrement dans les plus grands clubs du monde entier. Son premier single sort en 2005 sur le label minimaliste berlinois Vakant. Son premier album Kasmir sort également en 2006 sur Vakant. Il fait partie des principaux producteurs du label, aux côtés de Mathias Kaden, Alex Smoke et Robag Wruhme. Son morceau Halikarnas est publié sur la compilation G de Cocoon (Cocoon Recordings). En août 2005, il sort son premier EP Freakdisco sur Freude-Am-Tanzen, suivi un mois plus tard par un autre intitulé Envy EP chez Vakant. Le magazine allemand Groove le classe parmi ses meilleurs musiciens de l'année,. À la mi-mars 2006,  Onur Özer sort son nouvel EP Twilight sur Vakant. En 2008, il sort Watergate 01.
Il joue au Rex Club de Paris, en France, le 25 octobre 2013. En 2016, il sort le single Akmar. Il joue le 15 novembre 2024 à Buenos Aires, en Argentine.

## Discographie

### Albums studio
- 2007 : Kaşmir (Vakant)
- 2008 : Watergate 01
- 2009 : Tobi Neumann & Onur Özer - In the Mix - Green and Blue (DJ mix) (Cocoon Recordings)

### Singles et EP
- 2005 : Envy EP (Vakant)
- 2005 : Freakdisko EP (Freude am Tanzen)
- 2006 : Twilight EP (Vakant)
- 2006 : Mathias Kaden / Onur Özer - Pentaton / Twilight (Vakant R)
- 2007 : Red Cabaret EP (Vakant)
- 2007 : Onur Özer / Mathias Kaden - Red Cabaret / Synkope (Remixes) (Vakant R)
- 2008 : Kaşmir Remixes (Vakant R)
- 2008 : Untitled (Vakant)
- 2009 : Kaşmir Remixes #2 (Vakant R)
- 2010 : Clavichordrama (Cocoon Recordings)